# Diobelon
Diobelon là một chi rêu trong họ Dicranaceae.